# Pinalia
Pinalia – rodzaj roślin z rodziny storczykowatych (Orchidaceae). Obejmuje 179 gatunków występujących w Azji Południowo-Wschodniej w takich krajach i regionach jak: Andamany, Asam, Bangladesz, Archipelag Bismarcka, Borneo, Kambodża, południowe Chiny, Himalaje, Hajnan, Indie, Japonia, Jawa, Laos, Małe Wyspy Sundajskie, Malezja Zachodnia, Moluki, Mjanma, Nepal, Nowa Gwinea, Nikobary, Filipiny, Queensland, Samoa, Wyspy Salomona, Sri Lanka, Celebes, Sumatra, Tajwan, Tajlandia, Tybet, Wietnam.

## Systematyka
Rodzaj sklasyfikowany do podplemienia Eriinae w plemieniu Podochileae, podrodzina epidendronowe (Epidendroideae), rodzina storczykowate (Orchidaceae), rząd szparagowce (Asparagales) w obrębie roślin jednoliściennych.
Wykaz gatunków
- Pinalia acervata (Lindl.) Kuntze
- Pinalia acutifolia (Lindl.) Kuntze
- Pinalia acutissima (Rchb.f.) Ormerod
- Pinalia affinis (Griff.) Ormerod
- Pinalia amica (Rchb.f.) Kuntze
- Pinalia amplectens (J.J.Sm.) Schuit., Y.P.Ng & H.A.Pedersen
- Pinalia ancorifera (J.J.Sm.) Schuit., Y.P.Ng & H.A.Pedersen
- Pinalia angustifolia J.J.Wood
- Pinalia annapurnensis (L.R.Shakya & M.R.Shrestha) Schuit., Y.P.Ng & H.A.Pedersen
- Pinalia anomala (Schltr.) Schuit., Y.P.Ng & H.A.Pedersen
- Pinalia apertiflora (Summerh.) A.N.Rao
- Pinalia appendiculata (Blume) Kuntze
- Pinalia atrovinosa (Carr) Schuit., Y.P.Ng & H.A.Pedersen
- Pinalia baeuerleniana (Kraenzl.) Ormerod
- Pinalia baniae (Bajrach., L.R.Shakya & Chettri) Schuit., Y.P.Ng & H.A.Pedersen
- Pinalia barbifrons (Kraenzl.) W.Suarez & Cootes
- Pinalia bengkulensis (J.J.Sm.) Schuit., Y.P.Ng & H.A.Pedersen
- Pinalia bhutanica (Bajrach. & K.K.Shrestha) Schuit., Y.P.Ng & H.A.Pedersen
- Pinalia bicolor (Lindl.) Kuntze
- Pinalia biglandulosa (J.J.Sm.) Schuit., Y.P.Ng & H.A.Pedersen
- Pinalia bilobulata (Seidenf.) Schuit., Y.P.Ng & H.A.Pedersen
- Pinalia bipunctata (Lindl.) Kuntze
- Pinalia bogoriensis (J.J.Sm.) Schuit., Y.P.Ng & H.A.Pedersen
- Pinalia bractescens (Lindl.) Kuntze
- Pinalia braddonii (Rolfe) Schuit., Y.P.Ng & H.A.Pedersen
- Pinalia brownei (Braid) Ormerod
- Pinalia carnicolor (Ames) W.Suarez & Cootes
- Pinalia carnosula (J.J.Sm.) Schuit., Y.P.Ng & H.A.Pedersen
- Pinalia celebica (Rolfe) Schuit., Y.P.Ng & H.A.Pedersen
- Pinalia cepifolia (Ridl.) J.J.Wood
- Pinalia chrysocardium (Schltr.) Schuit., Y.P.Ng & H.A.Pedersen
- Pinalia clavata (Holttum) Schuit., Y.P.Ng & H.A.Pedersen
- Pinalia cochinchinensis (Gagnep.) Schuit., Y.P.Ng & H.A.Pedersen
- Pinalia compacta (Ames) W.Suarez & Cootes
- Pinalia compressiflora P.T.Ong, P.O'Byrne & Gokusing
- Pinalia concolor (C.S.P.Parish & Rchb.f.) Kuntze
- Pinalia conferta (S.C.Chen & Z.H.Tsi) S.C.Chen & J.J.Wood
- Pinalia connata (J.Joseph, S.N.Hegde & Abbar.) Ormerod & E.W.Wood
- Pinalia consanguinea (J.J.Sm.) Schuit., Y.P.Ng & H.A.Pedersen
- Pinalia curranii (Leav.) W.Suarez & Cootes
- Pinalia cycloglossa (Schltr.) Ormerod
- Pinalia cylindrostachya (Ames) W.Suarez & Cootes
- Pinalia dagamensis (Ames) W.Suarez & Cootes
- Pinalia dasypus (Rchb.f.) Kuntze
- Pinalia daymaniana Ormerod
- Pinalia deliana (J.J.Sm.) Schuit., Y.P.Ng & H.A.Pedersen
- Pinalia densa (Ridl.) W.Suarez & Cootes
- Pinalia dillwynii (Hook.) Cootes
- Pinalia distans P.O'Byrne & Gokusing
- Pinalia diversicolor (V.N.Long & Aver.) Schuit., Y.P.Ng & H.A.Pedersen
- Pinalia djaratensis (Schltr.) Schuit., Y.P.Ng & H.A.Pedersen
- Pinalia donnaiensis (Gagnep.) S.C.Chen & J.J.Wood
- Pinalia dura (Kraenzl.) Schuit., Y.P.Ng & H.A.Pedersen
- Pinalia earine (Ridl.) Schuit., Y.P.Ng & H.A.Pedersen
- Pinalia edanoana Ormerod & Naive
- Pinalia elata (Hook.f.) Kuntze
- Pinalia erecta (Blume) Kuntze
- Pinalia eriopsidobulbon (C.S.P.Parish & Rchb.f.) Kuntze
- Pinalia erosula (J.J.Sm.) Schuit., Y.P.Ng & H.A.Pedersen
- Pinalia eurostachys (Ridl.) Schuit., Y.P.Ng & H.A.Pedersen
- Pinalia euryloba (Schltr.) Schuit., Y.P.Ng & H.A.Pedersen
- Pinalia excavata (Lindl.) Kuntze
- Pinalia fitzalanii (F.Muell.) Kuntze
- Pinalia flavescens (Blume) Kuntze
- Pinalia floribunda (Lindl.) Kuntze
- Pinalia formosana (Rolfe) Ormerod
- Pinalia glabra (Schltr.) Ormerod
- Pinalia globulifera (Seidenf.) A.N.Rao
- Pinalia gracilicaulis (Kraenzl.) Schuit., Y.P.Ng & H.A.Pedersen
- Pinalia graciliscapa (Rolfe) J.J.Wood
- Pinalia graminifolia (Lindl.) Kuntze
- Pinalia grandicaulis (Aver.) Schuit., Y.P.Ng & H.A.Pedersen
- Pinalia hosei (Rendle) Schuit., Y.P.Ng & H.A.Pedersen
- Pinalia hutchinsoniana (Ames) W.Suarez & Cootes
- Pinalia ignea (Rchb.f.) Schuit., Y.P.Ng & H.A.Pedersen
- Pinalia japonica (Maxim.) Ormerod
- Pinalia jarensis (Ames) W.Suarez & Cootes
- Pinalia jimcootesii Naive & Ormerod
- Pinalia kitangladensis Ormerod & Naive
- Pinalia lamonganensis (Rchb.f.) Schuit., Y.P.Ng & H.A.Pedersen
- Pinalia lancilabris (Schltr.) Ormerod
- Pinalia latiuscula (Ames & C.Schweinf.) J.J.Wood
- Pinalia ledermannii (Schltr.) Schuit., Y.P.Ng & H.A.Pedersen
- Pinalia leucantha Kuntze
- Pinalia lineata (Lindl.) Kuntze
- Pinalia lineoligera (Rchb.f.) Ormerod
- Pinalia longicruris (Leav.) W.Suarez & Cootes
- Pinalia longilabris (Lindl.) W.Suarez & Cootes
- Pinalia longlingensis (S.C.Chen) S.C.Chen & J.J.Wood
- Pinalia lyonii (Leav.) W.Suarez & Cootes
- Pinalia maboroensis (Schltr.) Ormerod
- Pinalia macera (Ames) W.Suarez & Cootes
- Pinalia mafuluensis Ormerod
- Pinalia maingayi (Hook.f.) Kuntze
- Pinalia maquilingensis (Ames) W.Suarez & Cootes
- Pinalia meghasaniensis (S.Misra) Schuit., Y.P.Ng & H.A.Pedersen
- Pinalia mentaweiensis (J.J.Sm.) Schuit., Y.P.Ng & H.A.Pedersen
- Pinalia merapiensis (Schltr.) Schuit., Y.P.Ng & H.A.Pedersen
- Pinalia merguensis (Lindl.) Kuntze
- Pinalia merrittii (Ames) W.Suarez & Cootes
- Pinalia microchila (Ames) W.Suarez & Cootes
- Pinalia microglossa (Schltr.) Ormerod
- Pinalia minahassae (Schltr.) Schuit., Y.P.Ng & H.A.Pedersen
- Pinalia moluccana (Schltr. & J.J.Sm.) Schuit., Y.P.Ng & H.A.Pedersen
- Pinalia multiflora (Blume) Kuntze
- Pinalia murkelensis (J.J.Sm.) Schuit., Y.P.Ng & H.A.Pedersen
- Pinalia myristiciformis (Hook.) Kuntze
- Pinalia mysorensis (Lindl.) Kuntze
- Pinalia nielsenii Cootes, Cabactulan & M.Leon
- Pinalia obesa (Lindl.) Kuntze
- Pinalia obscura (Aver.) Schuit., Y.P.Ng & H.A.Pedersen
- Pinalia obvia (W.W.Sm.) S.C.Chen & J.J.Wood
- Pinalia occidentalis (Seidenf.) Schuit., Y.P.Ng & H.A.Pedersen
- Pinalia ochracea (Rolfe) Schuit., Y.P.Ng & H.A.Pedersen
- Pinalia oligotricha (Schltr.) T.C.Hsu
- Pinalia opeatoloba (Schltr.) Schuit., Y.P.Ng & H.A.Pedersen
- Pinalia oreogena (Schltr.) Schuit., Y.P.Ng & H.A.Pedersen
- Pinalia ovata (Lindl.) W.Suarez & Cootes
- Pinalia pachyphylla (Aver.) S.C.Chen & J.J.Wood
- Pinalia pachystachya (Lindl.) Kuntze
- Pinalia palmifolia (Ridl.) Schuit., Y.P.Ng & H.A.Pedersen
- Pinalia pandurata (Schltr.) Ormerod
- Pinalia pentalopha Ormerod & Naive
- Pinalia petiolata (J.J.Sm.) Schuit., Y.P.Ng & H.A.Pedersen
- Pinalia philippinensis (Ames) W.Suarez & Cootes
- Pinalia phreatiopsis P.O'Byrne, J.J.Verm. & P.K.F.Leong
- Pinalia piruensis (J.J.Sm.) Schuit., Y.P.Ng & H.A.Pedersen
- Pinalia pokharensis (Bajrach., Subedi & K.K.Shrestha) Schuit., Y.P.Ng & H.A.Pedersen
- Pinalia polystachya (A.Rich.) Kuntze
- Pinalia polyura (Lindl.) Kuntze
- Pinalia porphyroglossa (Kraenzl.) Schuit., Y.P.Ng & H.A.Pedersen
- Pinalia praecox (Aver.) Schuit., Y.P.Ng & H.A.Pedersen
- Pinalia profusa (Lindl.) Kuntze
- Pinalia pumila (Lindl.) Kuntze
- Pinalia quinquangularis (J.J.Sm.) Ormerod
- Pinalia quinquelamellosa (Tang & F.T.Wang) S.C.Chen & J.J.Wood
- Pinalia ramosa (Ames) W.Suarez & Cootes
- Pinalia ramulosa (Ridl.) Schuit., Y.P.Ng & H.A.Pedersen
- Pinalia recurvata (Hook.f.) Kuntze
- Pinalia rhodoptera (Rchb.f.) W.Suarez & Cootes
- Pinalia rhynchostyloides (O'Brien) Y.P.Ng & P.J.Cribb
- Pinalia rimannii (Rchb.f.) Kuntze
- Pinalia ringens (Rchb.f.) Kuntze
- Pinalia rolfei Schuit., Y.P.Ng & H.A.Pedersen
- Pinalia saccifera (Hook.f.) Kuntze
- Pinalia sanguinea Ormerod & Naive
- Pinalia scotiifolia (J.J.Sm.) Schuit., Y.P.Ng & H.A.Pedersen
- Pinalia semirepens Ormerod
- Pinalia serrulata Ormerod
- Pinalia shanensis (King & Pantl.) Ormerod
- Pinalia sharmae (H.J.Chowdhery, G.S.Giri & G.D.Pal) A.N.Rao
- Pinalia shiuyingiana Ormerod & E.W.Wood
- Pinalia simondii (Gagnep.) Schuit., Y.P.Ng & H.A.Pedersen
- Pinalia simplex (Seidenf.) Schuit., Y.P.Ng & H.A.Pedersen
- Pinalia sopoetanica (Schltr.) Schuit., Y.P.Ng & H.A.Pedersen
- Pinalia sordida (Ridl.) Schuit., Y.P.Ng & H.A.Pedersen
- Pinalia spicata (D.Don) S.C.Chen & J.J.Wood
- Pinalia sublobulata Ormerod
- Pinalia sumbawensis (Rchb.f.) Schuit., Y.P.Ng & H.A.Pedersen
- Pinalia sundaica (J.J.Sm.) Schuit., Y.P.Ng & H.A.Pedersen
- Pinalia sutepensis (Rolfe ex Downie) Schuit., Y.P.Ng & H.A.Pedersen
- Pinalia szetschuanica (Schltr.) S.C.Chen & J.J.Wood
- Pinalia taunggyiensis Ormerod & Kurzweil
- Pinalia taylorii (Ames) W.Suarez & Cootes
- Pinalia tenuiflora (Ridl.) J.J.Wood
- Pinalia tonglonensis Ormerod & Naive
- Pinalia toxopei (J.J.Sm.) Schuit., Y.P.Ng & H.A.Pedersen
- Pinalia tricolor (Thwaites) Kuntze
- Pinalia triloba (Ridl.) Schuit., Y.P.Ng & H.A.Pedersen
- Pinalia trilophota (Lindl. ex B.D.Jacks.) Ormerod
- Pinalia truncicola (Schltr.) Ormerod
- Pinalia vagans (Schltr.) Ormerod
- Pinalia vaginifera (J.J.Sm.) Schuit., Y.P.Ng & H.A.Pedersen
- Pinalia versicolor (J.J.Sm.) Schuit., Y.P.Ng & H.A.Pedersen
- Pinalia wildgrubeana (P.O'Byrne & J.J.Verm.) Schuit., Y.P.Ng & H.A.Pedersen
- Pinalia wildiana (Rolfe ex Downie) Schuit., Y.P.Ng & H.A.Pedersen
- Pinalia woodiana (Ames) W.Suarez & Cootes
- Pinalia xanthocheila (Ridl.) W.Suarez & Cootes
- Pinalia yunnanensis (S.C.Chen & Z.H.Tsi) S.C.Chen & J.J.Wood